# Edmund Glaise von Horstenau
Edmund Glaise von Horstenau (Braunau am Inn, Austrija, 27. veljače 1882. – Nürnberg, Njemačka, 20. srpnja 1946.) bivši austrijski časnik i general njemačkog Wehrmachta.

## Životopis
Služio je kao austrijski časnik u Prvom svjetskom ratu. Poslije rata postao je član Austrijske nacističke stranke i bio druga osoba navedene stranke. Na nagovor dr. Arthura Seyss-Inquarta (predsjednika Austrijske nacističke stranke) postao je član državnog parlamenta 1934. godine. Od 1936. do 1938. bio je ministar unutarnjih poslova u vladi Kurta Schuschnigga. Tu dužnost obnašao je jer je Adolf Hitler prisilio Schuschigga da ga postavi na tu dužnost. Na sastanku u Berchtesgadenu 12. veljače 1938. između Hitlera i austrijskog kancelara Schuschingga pod njemačkim pritiskom Horstenau je postavljen za austrijskog ministra rata. Nova pro-nacistička vlada u Austriji dopuštala je asimilaciju njemačke vojske nad austrijskom i asimilacije dvaju naroda. Nakon dugog diplomatskog "mučenja" između Austrije i Njemačke, austrijski kancelar ipak se odlučio na neujedinjenje između Austrije i Njemačke, što je izazvalo oštre reakcije u Berlinu. Horstenau pored ostalih odlazi u Berlin, te se vraća natrag u Beč s Hitlerovim uputama i sastaje se sa Seyss-Inquartom. Njihovi zahtjevi, odnosno Hitlerovi zahtjevi su predstavljeni Schuschinggu, koji je bio upozoren na to da ne može računati ni na vojsku ni na policiju da će braniti austrijske granice jer je i vojska i policija bila pod nacističkim utjecajem iz Njemačke. Na 13. ožujka 1938. usljedio je Anschluss. Austrija je postala njemačka provincija pod nazivom Ostmark.

Od 11. ožujka do 13. ožujka 1938. Horstenau je bio potpredsjednik (dokancelar) vlade Austrije, dok je dužnost kancelara imao Arthur Seyß-Inquart. Nakon Anschlussa odlazi na dužnost u NDH. Postavljen je za vojnog izaslanika pri njemačkom veleposlanstvu u Zagrebu kao i za predstavnika njemačkog Vrhovnog zapovjednika pri ministarstvu domobranstva u NDH. 1. studenog 1942. postavljen je na dužnost njemačkog opunomoćenog generala u Hrvatskoj sa sjedištem u Zagrebu. Bio je umiješan u urotu Lorković-Vokić. Horstenau je smijenjen nakon neuspjeha urote. Izvršio je samoubojstvo u vojnom kampu Langwasser u blizini Nürnberga u Njemačkoj 20. srpnja 1946. godine.

## Horstenau o zločinima ustaškog režima
Poznate su njegove riječi kojima je posvjedočio velike zločine ustaškog režima
"Naše su postrojbe bile nijemi svjedok; što neće utjecati dobro na njihovu visoku reputaciju ....Često me pitaju hoće li naše okupacijske postrojbe konačno intervenirati protiv ustaških zločina. To bi se u konačnici i moglo dogoditi. U ovom trenutku sa postrojbama na raspolaganju ne mogu ništa učiniti.  Ad Hoc intervencija u slučaju pojedinačnih slučajeva mogla bi za bezbrojne zločine iz prošlosti odgovornima učiniti Njemačke postrojbe koje nisu spriječile takve zločine."

## Zanimljivost
Prilikom posjeta Anti Paveliću Horstenau je rekao:
"Njemačka je brod koji tone, poglavniče, vi prelaskom na stranu Saveznika ne možete ni pomoći ni odmoći Njemačkoj, ali možete pomoći Hrvatskoj."